# Paraethria flavosignata
Paraethria flavosignata là một loài bướm đêm thuộc phân họ Arctiinae, họ Erebidae.